# Coppa del Portogallo 1982-1983 (hockey su pista)
La Coppa del Portogallo 1982-1983 è stata la 10ª edizione della principale coppa nazionale portoghese di hockey su pista. La competizione ha avuto luogo dal 13 novembre al 18 dicembre 1983. Il torneo è stato vinto dal Porto per la prima volta nella sua storia.

## Risultati

### Primo turno
| Squadra 1         | Totale | Squadra 2        | Andata | Ritorno |
| ----------------- | ------ | ---------------- | ------ | ------- |
| Belenenses        | 9 - 5  | Turquel          | 4 - 3  | 5 - 2   |
| Famalicense       | 3 - 7  | Benfica          | 1 - 1  | 2 - 6   |
| Infante de Sagres | 4 - 14 | Sporting CP      | 1 - 1  | 3 - 13  |
| Paço de Arcos     | 25 - 5 | Barcelos         | 19 - 1 | 6 - 4   |
| Parede            | 7 - 10 | Sesimbra         | 5 - 4  | 2 - 6   |
| Sanjoanense       | 14 - 8 | Campo de Ourique | 9 - 4  | 5 - 4   |

### Quarti di finale
| Squadra 1   | Totale  | Squadra 2     | Andata | Ritorno |
| ----------- | ------- | ------------- | ------ | ------- |
| Belenenses  | 8 - 9   | Paço de Arcos | 6 - 2  | 2 - 7   |
| Porto       | 16 - 3  | Amadora       | 12 - 2 | 4 - 1   |
| Sanjoanense | 11 - 12 | Benfica       | 7 - 4  | 4 - 8   |
| Sesimbra    | 8 - 15  | Sporting CP   | 3 - 5  | 5 - 10  |

### Semifinali
| Squadra 1     | Totale | Squadra 2 | Andata | Ritorno |
| ------------- | ------ | --------- | ------ | ------- |
| Sporting CP   | 5 - 7  | Porto     | 5 - 3  | 0 - 4   |
| Paço de Arcos | 7 - 18 | Benfica   | 0 - 6  | 7 - 12  |

### Finale
| Porto 11 dicembre 1982 Finale di andata | Porto | 8 – 3 | Benfica |  |

| Lisbona 18 dicembre 1982 Finale di ritorno | Benfica | 7 – 4 | Porto |  |